# پرسی پیتر
پرسی پیتر (انگلیسی: Percy Peter; ۲۸ مارس ۱۹۰۲ – ۲۳ سپتامبر ۱۹۸۶) شناگر و بازیکن واترپلو اهل بریتانیا بود.
وی در مسابقات کشوری و بین‌المللی در مجموع برندهٔ ۱ مدال برنز شده‌است.